# Cromemco System I
Cromemco System I (System I / II / III) је био професионални рачунар фирме Cromemco који је почео да се производи у САД од 1976. године.
Користио је Z80 као микропроцесор. RAM меморија рачунара је имала капацитет од 32 KB (до 512 KB са посебним механизмом). 
Као оперативни систем кориштен је CP/M.

## Детаљни подаци
Детаљнији подаци о рачунару System I су дати у табели испод.
|                       | |
| [ 1 ]                 | |
| Произвођач            | |
| Тип                   | професионални рачунар                                                                                 |
| Меморија              | 32 (до 512 са посебним механизмом)                                                                    |
| Поријекло             | Сједињене Америчке Државе                                                                             |
| Година                | 1976                                                                                                  |
| Тастатура             | |
| Процесор              | |
| Фреквенција процесора | |
| RAM                   | 32 (до 512 са посебним механизмом)                                                                    |
| ROM                   | непознато                                                                                             |
| Текст                 | непознато                                                                                             |
| Графика               | 754 x 482 монохроматски / 377 x 241 16 боја. Посебна видео картица је била доступна са 8 и 4096 боја. |
| Боја                  | |
| Звук                  | 3 канала, 7 октава                                                                                    |
| Димензије             | 29 (ширина) x 16 (дубина) x 4,5 (висина)                                                              |
| Портови               | |
| Оперативни систем     | |